# Tam Đại
Tam Đại is een xã in het district Phú Ninh, een van de districten in de Vietnamese provincie Quảng Nam. Tam An heeft ruim 6100 inwoners op een oppervlakte van 27,61 km².

## Geografie en topografie
Tam Đại ligt in het zuiden van Phú Ninh op de noordelijke oever van het Phú Ninhmeer.